# William R. Day
William Rufus Day (Ravena, 17 de abril de 1849-Mackinac Island, 9 de julio de 1923) fue un diplomático y jurista estadounidense. Amigo del presidente William McKinley, sirvió en el Departamento de Estado durante su mandato, incluso brevemente como Secretario de Estado. Posteriormente fue nombrado juez asociado de la Corte Suprema, ocupando el cargo por 19 años, jubilándose un año antes de fallecer.

## Biografía

### Primeros años y educación
Nació en Ohio, hijo de Luther T. Day, miembro de la Corte Suprema de Ohio. Se graduó de la Universidad de Míchigan en 1870, pasó un año estudiando leyes con el abogado y juez George F. Robinson, y luego un año en la Facultad de Derecho de la Universidad de Míchigan.

### Carrera
Fue admitido en el colegio de abogados en 1872 y se estableció en Canton (Ohio), donde comenzó a ejercer la abogacía en asociación con William A. Lynch. Durante 25 años, trabajó como defensor penal y abogado corporativo, mientras participaba en la política republicana.
Fue elegido juez de la Corte de Causas Comunes en 1886. Tres años más tarde, fue nombrado juez de distrito para el distrito norte de Ohio, pero su mala salud lo obligó a renunciar a este cargo antes de que entrar en servicio.
Durante esos años, se convirtió en un buen amigo de William McKinley, desempeñándose como asesor legal y político durante las candidaturas de McKinley para el Congreso, la gobernación de Ohio y la presidencia de los Estados Unidos. Después de que ganó la presidencia, McKinley lo nombró como subsecretario de Estado bajo el secretario de estado John Sherman el 23 de abril de 1897. Sherman fue considerado ineficaz debido a su mala salud y la falta de memoria, y en 1898, el presidente McKinley lo reemplazó por Day.
Ocupó la secretaría de Estado durante la guerra hispano-estadounidense, asumiendo el cargo pocos días después del estallido de la guerra. En el cargo argumentó que las colonias españolas, excepto Cuba, deberían ser devueltas a España. También argumentó contra el apoderamiento total de Filipinas, sugiriendo compra justa de las islas. Posteriormente aceptó los términos más duros de McKinley para la paz. En simultáneo logró la neutralidad de Francia y Alemania durante el conflicto, y ocurrió la anexión de Hawái. Cinco meses después, dejó el cargo para dirigir la Comisión de Paz de los Estados Unidos formada para negociar el fin de la guerra. Fue el encargado de firmar el protocolo de paz y el Tratado de París de 1898, negociando con éxito la cesión de Cuba, Guam, Filipinas y Puerto Rico a los Estados Unidos por 20 millones de dólares.
El 25 de febrero de 1899, después de regresar de Europa, McKinley lo nominó como juez de la Corte de Apelaciones para el Sexto Circuito de los Estados Unidos. El circuito incluía su estado natal, Ohio. Fue confirmado rápidamente por el Senado de los Estados Unidos, el 28 de febrero de 1899, y recibió la comisión el mismo día. Su puesto como secretario de estado fue ocupado por John Hay.
El presidente McKinley fue asesinado en septiembre de 1901 y el vicepresidente Theodore Roosevelt tomó su lugar. El 19 de febrero de 1903, Roosevelt lo nominó como juez asociado de la Corte Suprema de los Estados Unidos, ocupando un asiento dejado por George Shiras, Jr. El Senado confirmó la nominación el 23 de febrero de 1903, y recibió su comisión el mismo día. Tomó su nuevo cargo el 2 de marzo de 1903.
Durante su permanencia en la corte escribió 439 opiniones, votando solo 18 veces en disidencia. Desconfiaba de las grandes corporacione, votando sentencias antimonopólicas. Se alió con el gobierno en los casos de Standard Oil, American Tobacco y Union Pacific en 1911 y 1912 y nuevamente en el caso del Southern Pacific en 1922. Votó generalmente con los liberales sobre la disolución los fideicomisos y en defensa el derecho de los estados a aprobar leyes que promuevan la salud y la seguridad, pero se unió a los conservadores para impedir que el gobierno federal imponga tales reformas a los estados.
Se retiró de la corte el 13 de noviembre de 1922 debido a su salud y sirvió brevemente como juez de la Comisión de Reclamaciones Mixtas para juzgar las reclamaciones de guerra contra Alemania. Murió en julio del año siguiente en la isla Mackinac en Míchigan, a los 74 años.